# Biserica Sfântul Nicolae din Tâmna
Biserica Sfântul Nicolae este monument istoric aflat pe teritoriul satului Tâmna, comuna Tâmna. În Repertoriul Arheologic Național, monumentul apare cu codul 113741.01.

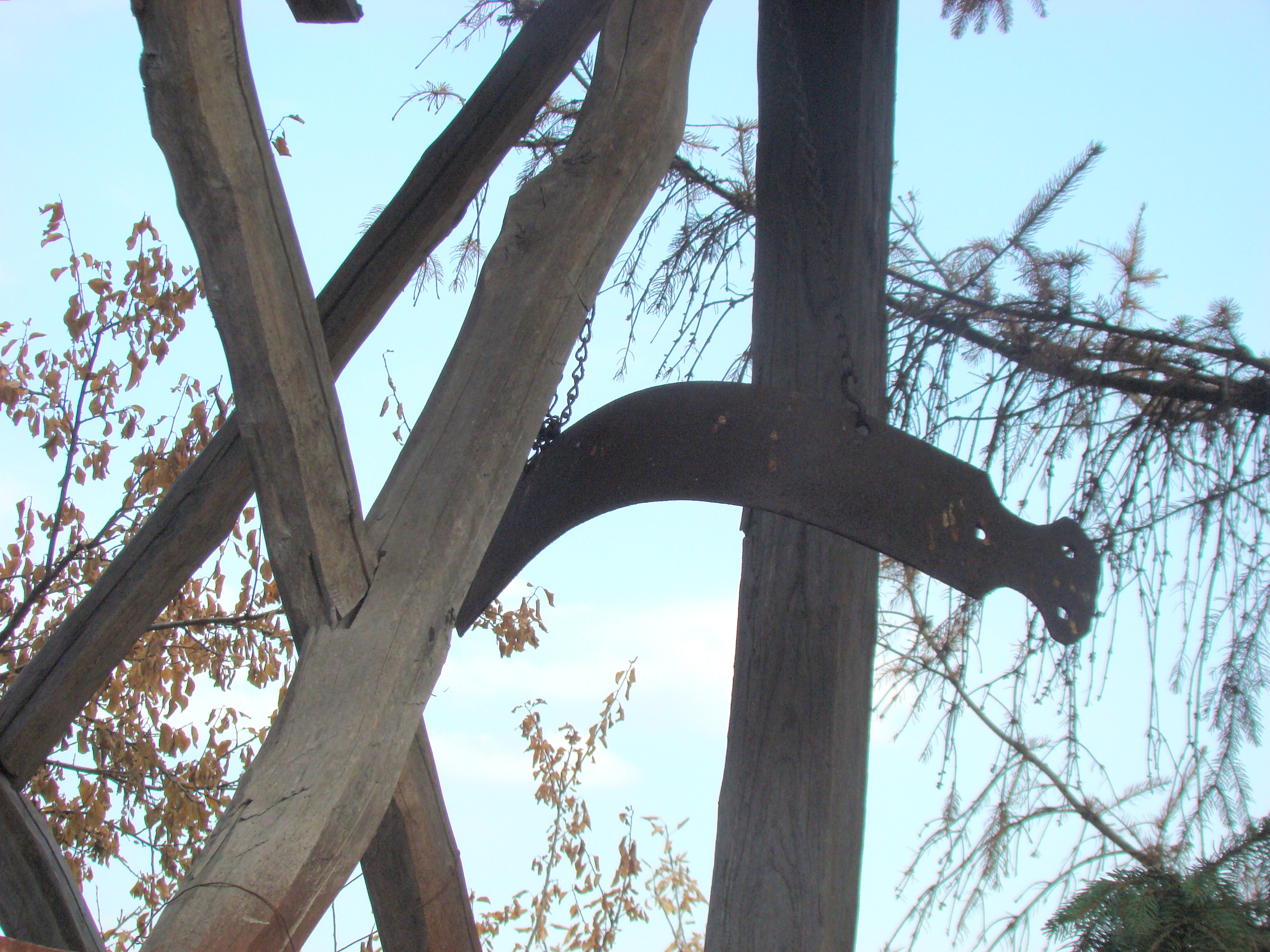
Toaca de fier

## Istoric și trăsături
Biserica parohială din localitatea Tâmna se află la 2 km distanță de la drumul european 70, pe șoseaua județeană ce face legătura cu localitatea Bâcleș, în zona de deal a Mehedințiului, cunoscută sub numele de Platforma Strehaiei. 
EEste construită lângă confluența pârâului Murguțu cu pârâul Peșteana, pe o mică colină ovală.
Este o ctitorie boierească, făcută pe locul altei biserici mai vechi, din lemn. Pisania aflată la intrarea în biserică arată că: „sfântul lăcaș, cu hramul Sfântului Ierarh Nicolae, a fost ctitorit între anii 1801–1808 de către boierul Izvoranu Gheorghe cu soția Bălașa”.
Lăcașul de cult a fost făcut din zid, pe temelie de piatră, are formă de navă, cuprinzând toate părțile constitutive specifice unui lăcaș de cult ortodox: pridvor, pronaos, naos și altar cu absidă semicirculară, având o singură turlă deasupra pronaosului. Tot din pisanie aflăm că biserica fost împodobită cu pictură în ulei abia în anul 1911, de zugravul Nicolae Colonițiu. Tâmpla bisericii este din zid, având icoanele pictate direct pe ea, în care sunt reprezentați Sfinții Apostoli, praznicele împărătești, împreună cu icoana hramului  și a Sfântului Ioan Botezătorul, cele  ale Mântuitorului și Maicii Domnului fiind pictate pe lemn și aplicate apoi la locul cuvenit.
După 1940, prin contribuția credincioșilor, s-au efectuat unele reparații, când s-a adăugat și pridvorul. S-au mai făcut reparații de consolidare în anul 1981, deoarece biserica a suferit grave avarii în urma cutremurului din 4 martie 1977. În anul 1988 s-a făcut lucrarea de restaurare a picturii, care a fost realizată de pictorul Ipate Sorin.

## Imagini din exterior

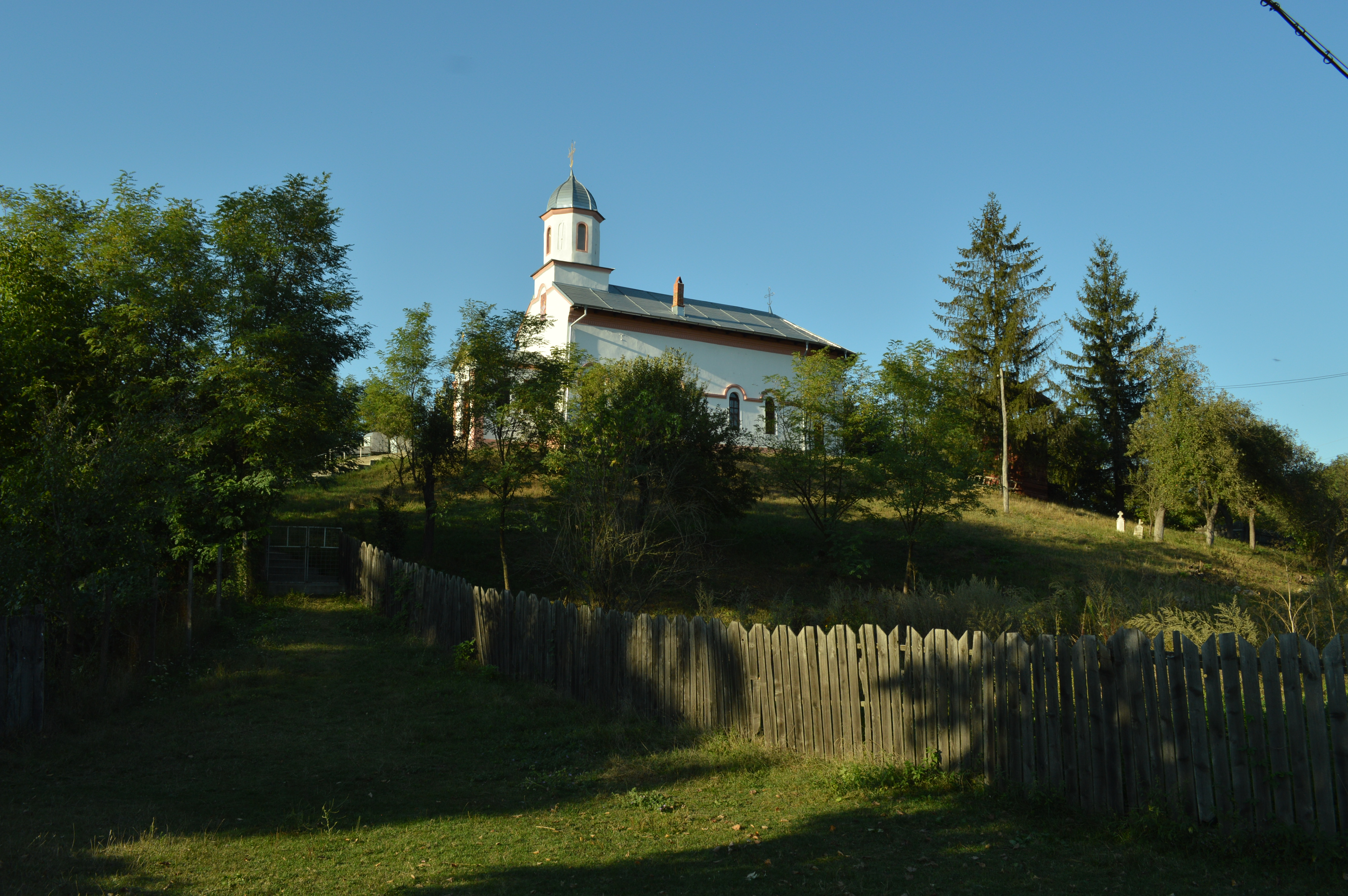
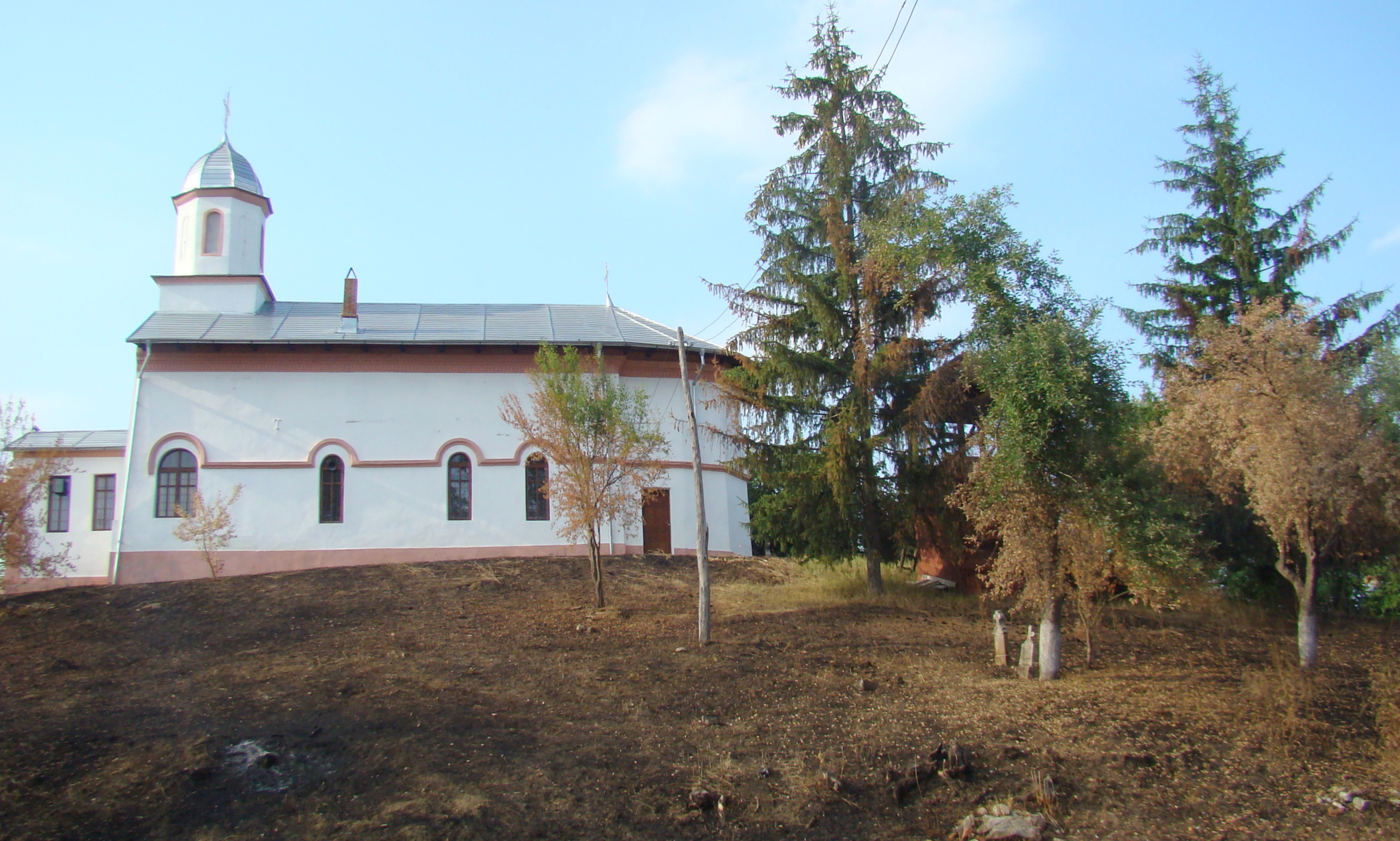
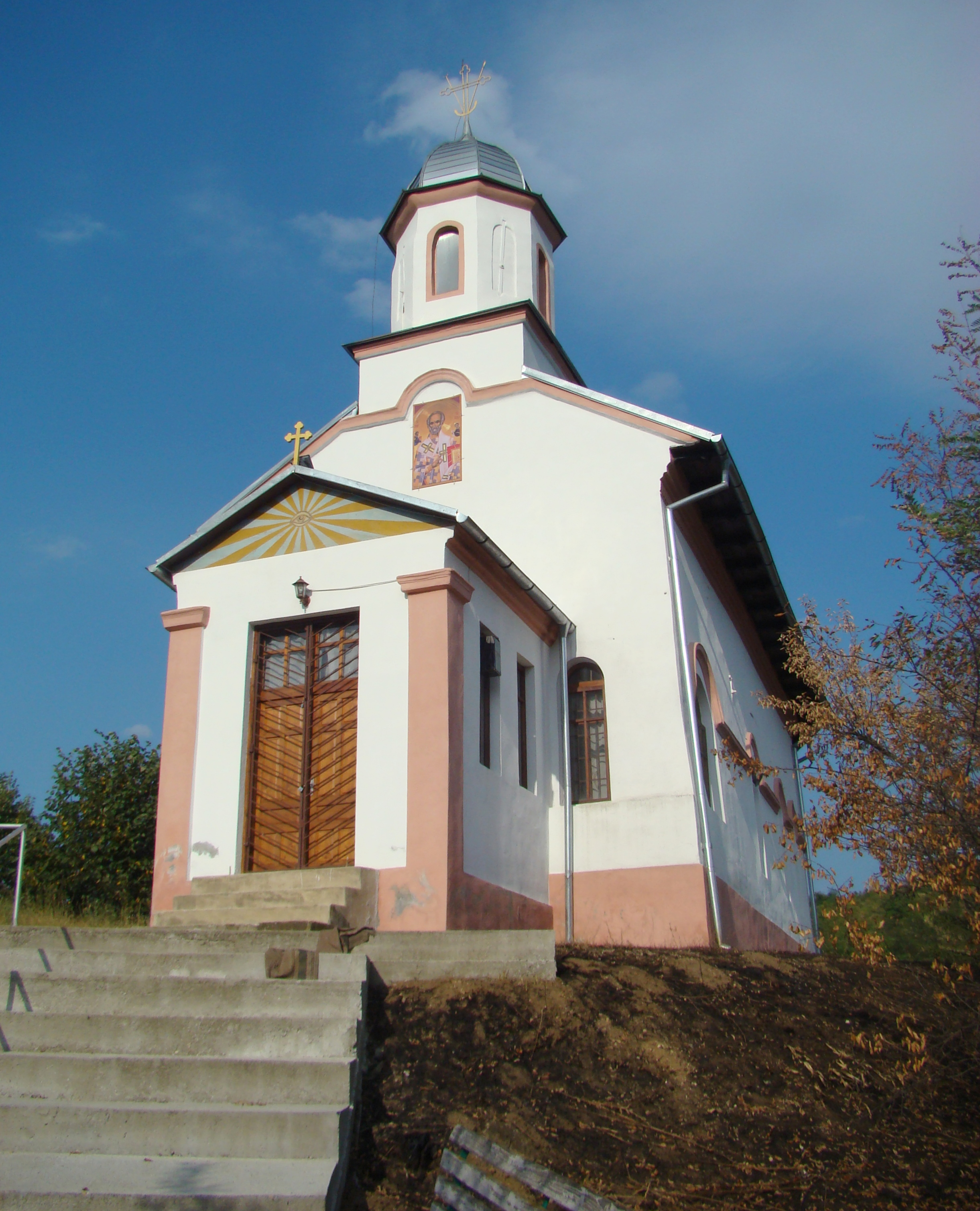
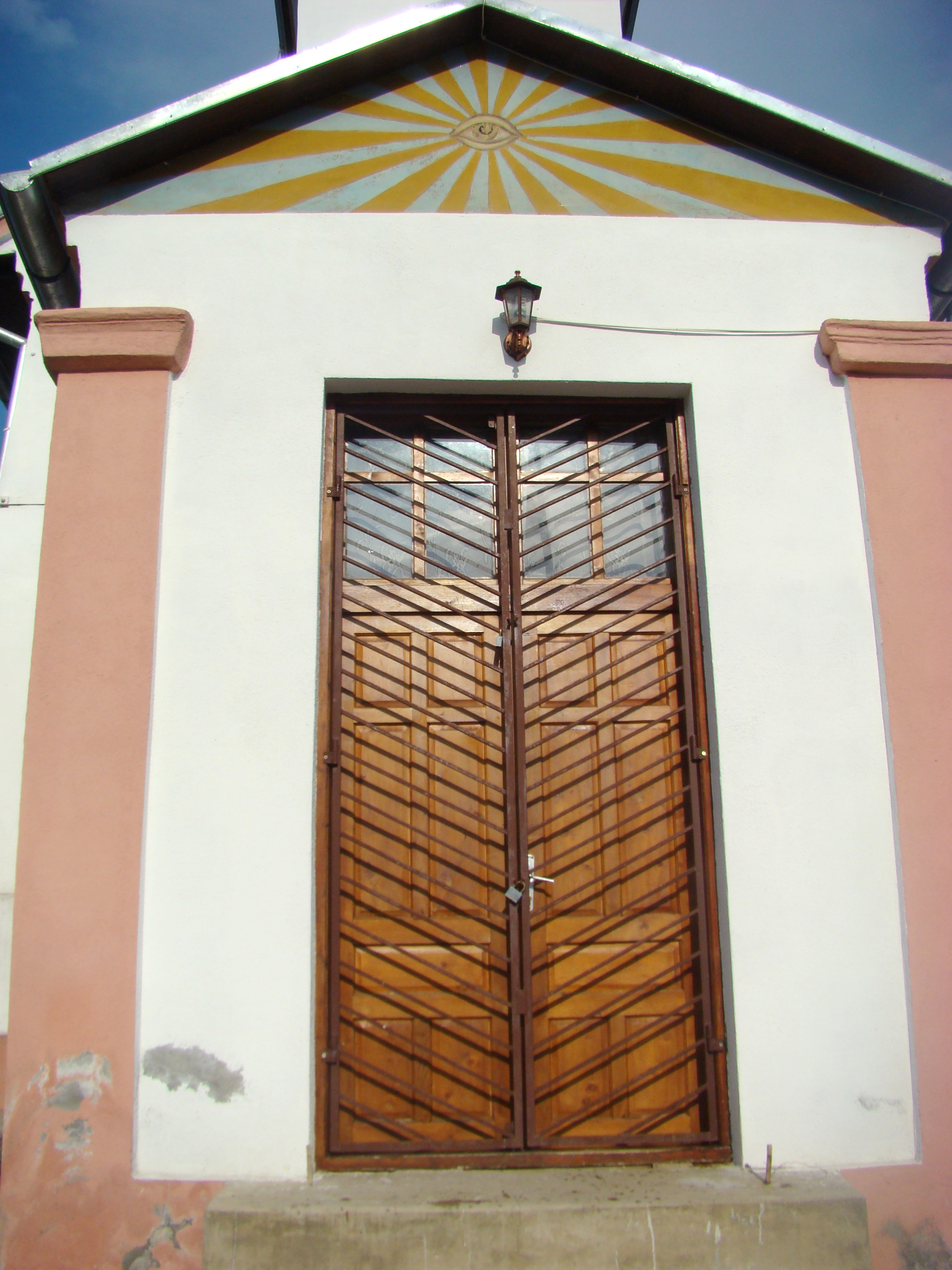
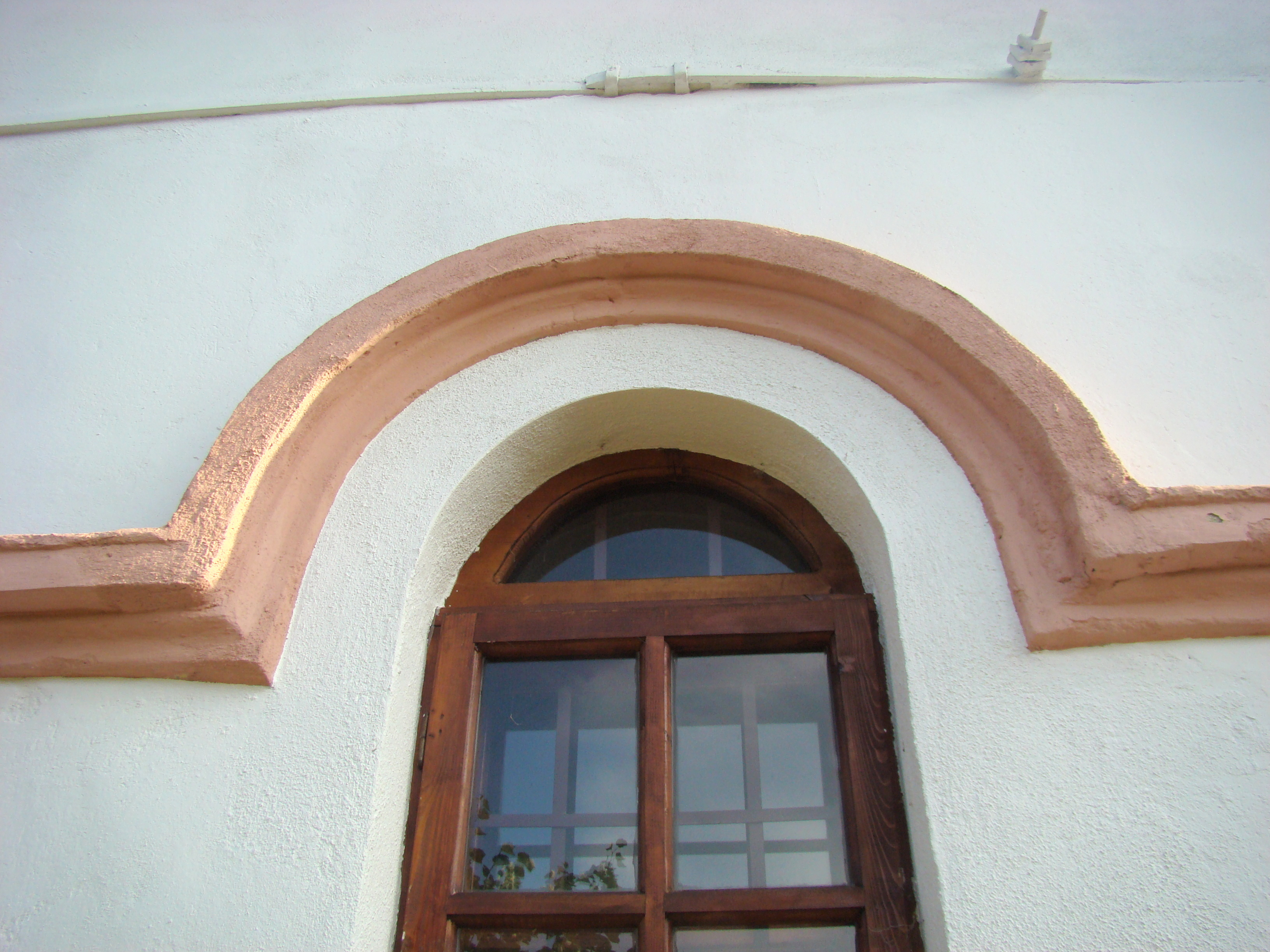
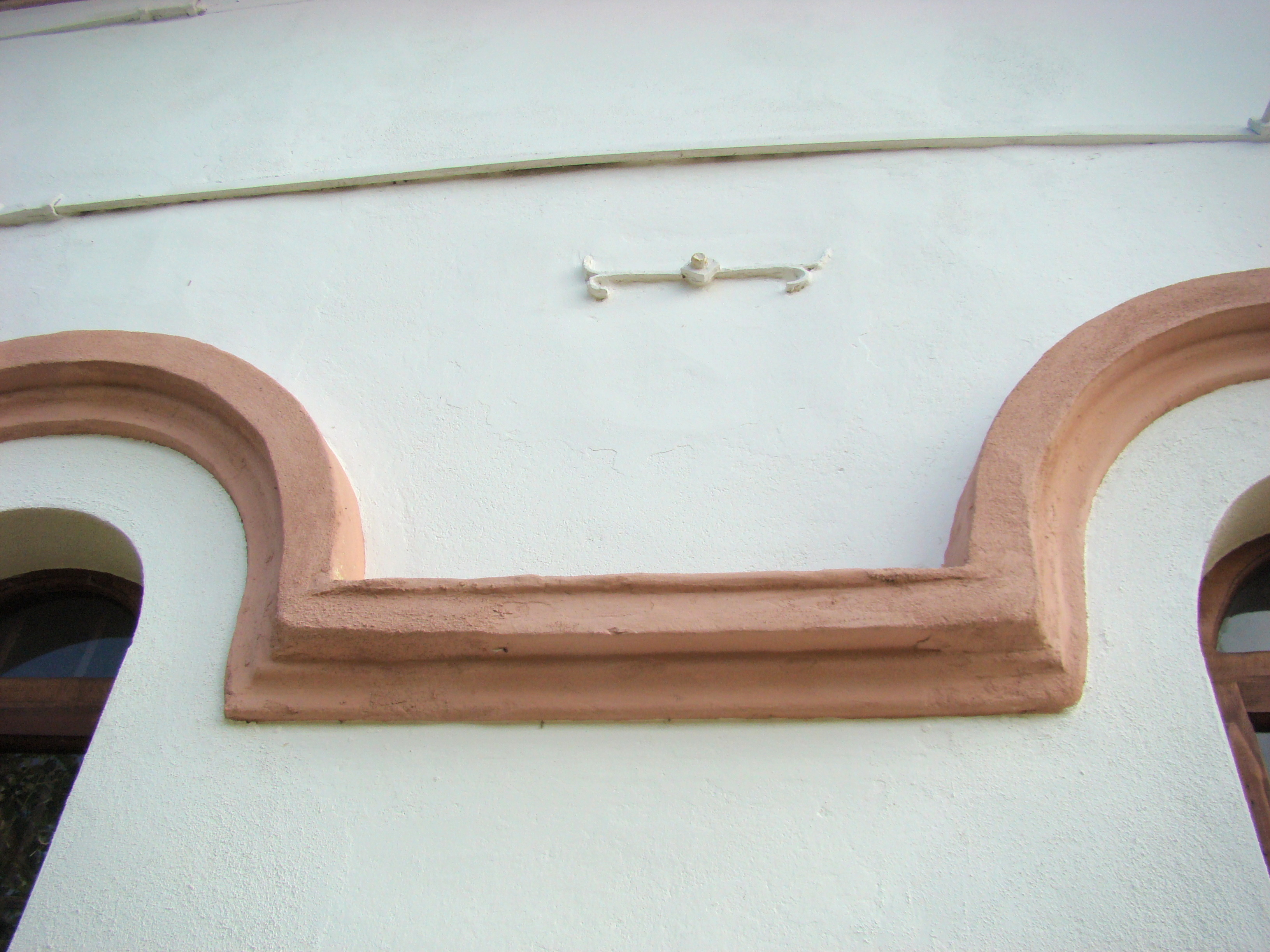
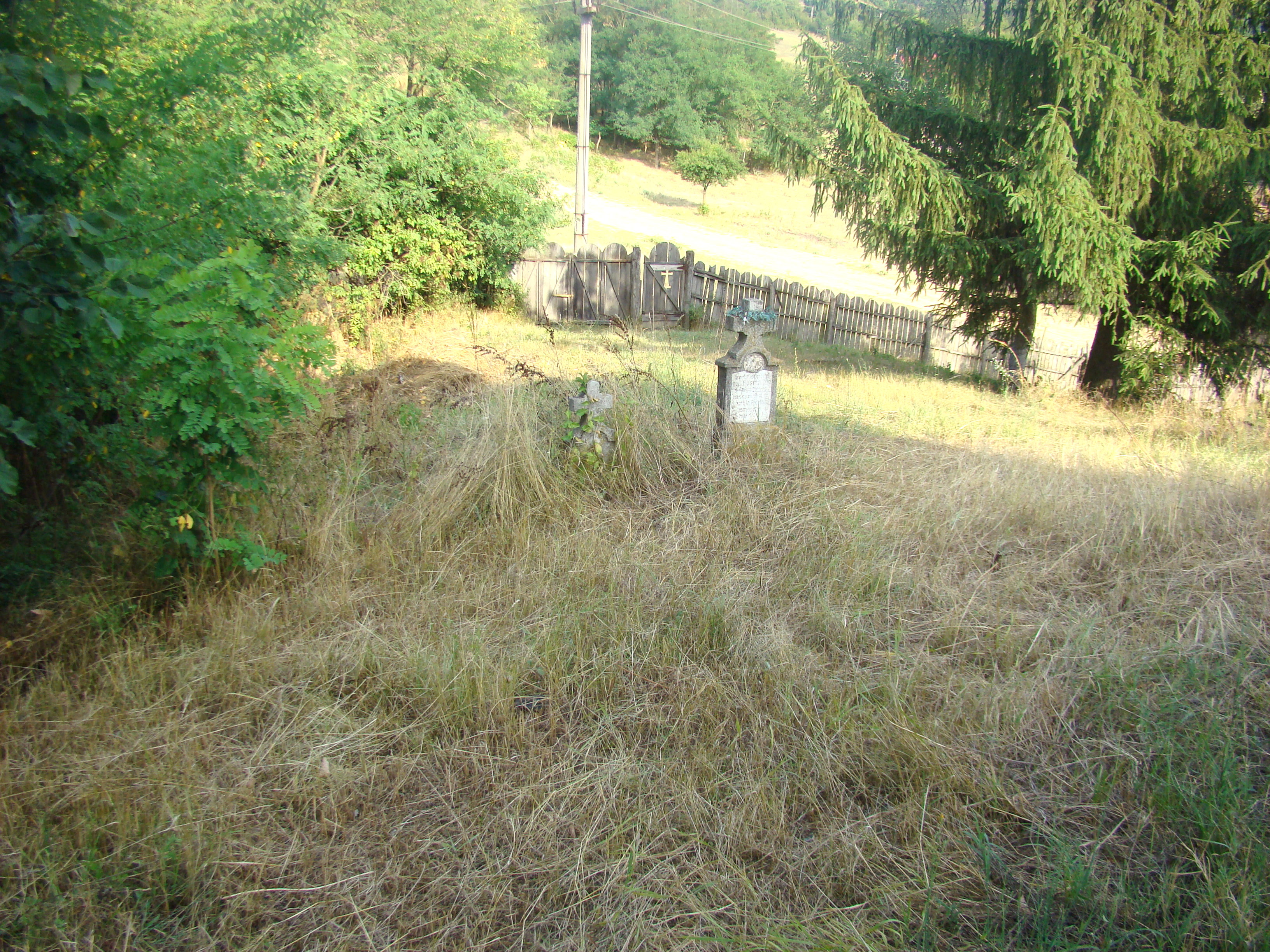
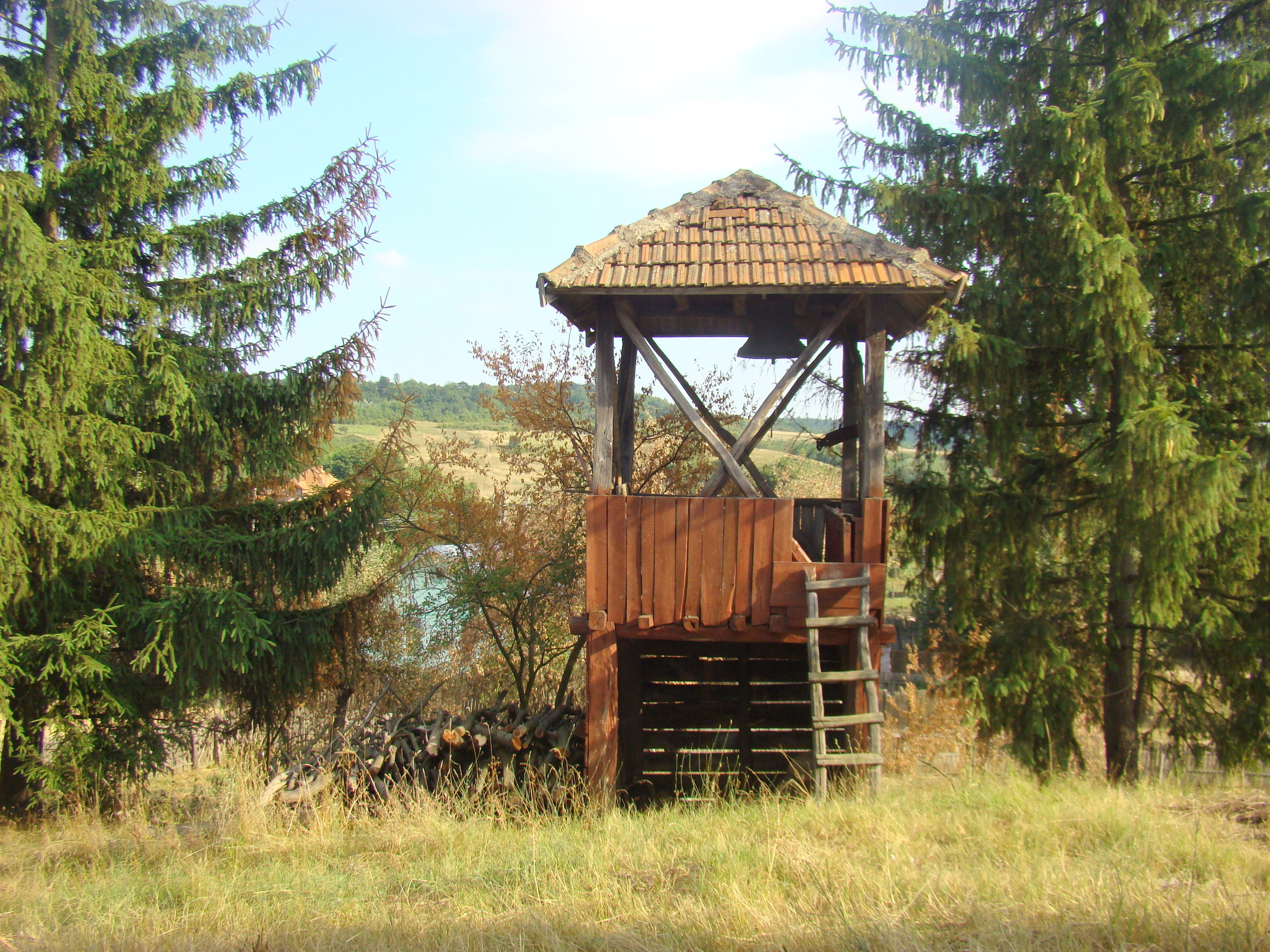
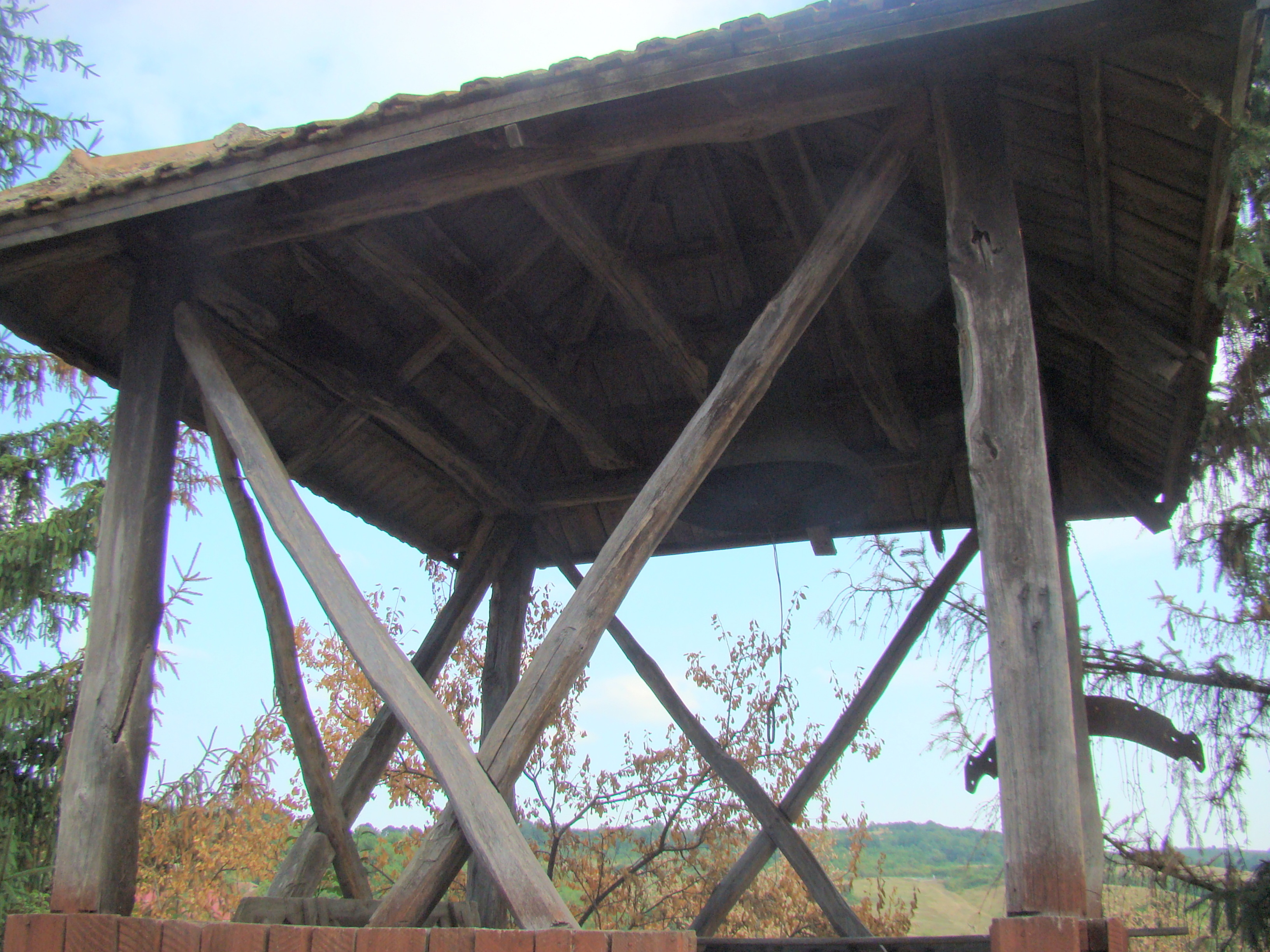
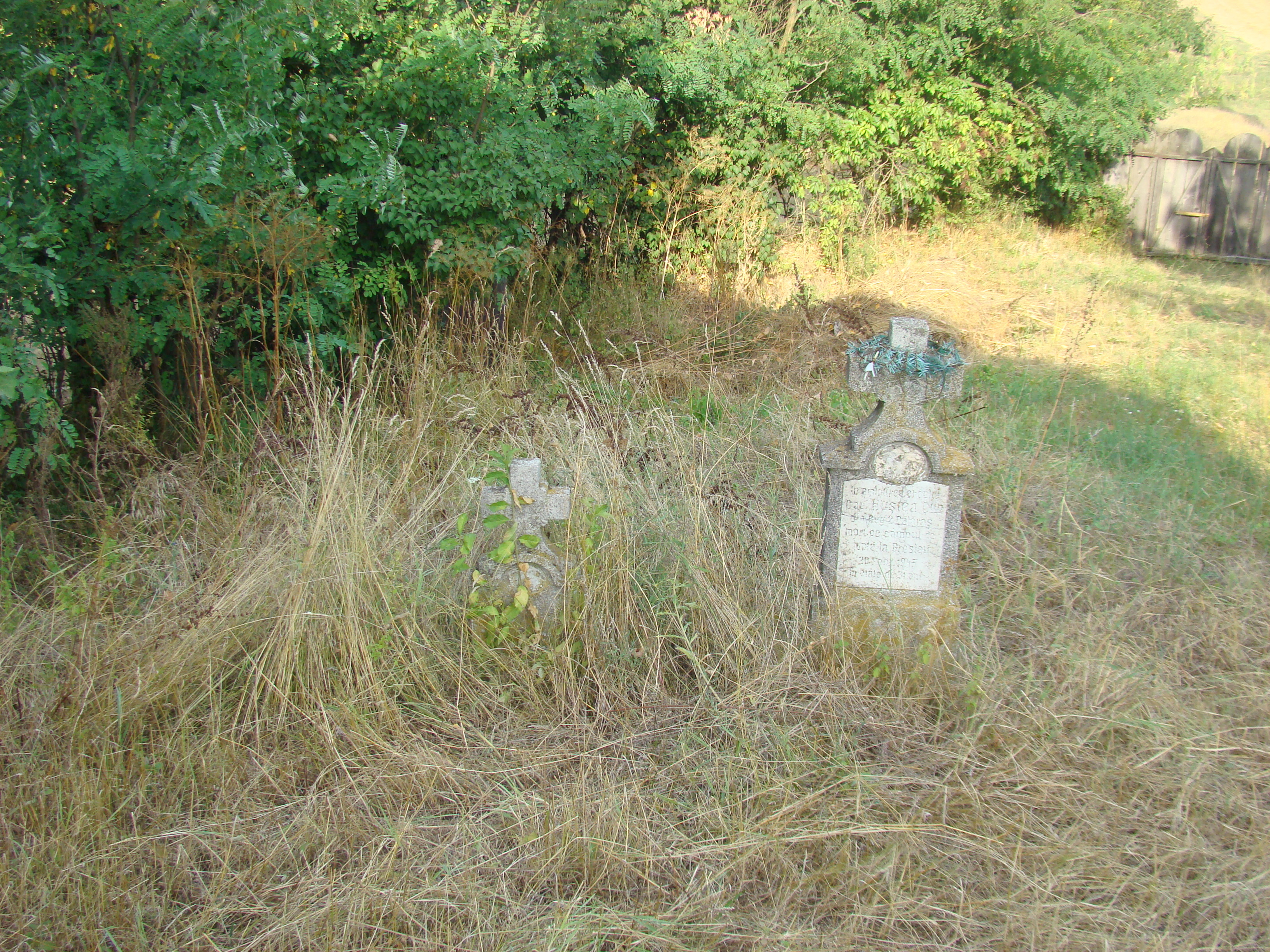
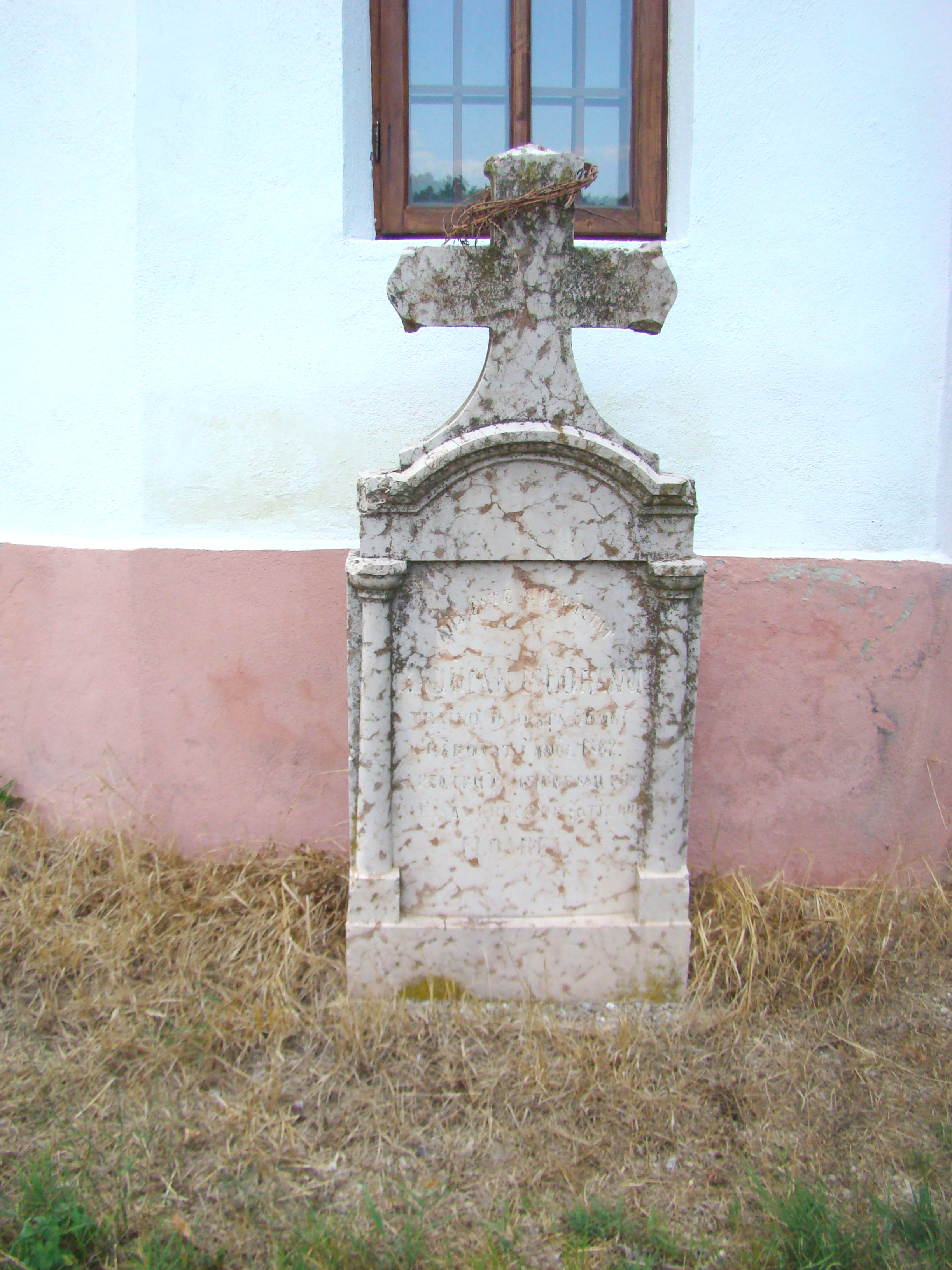
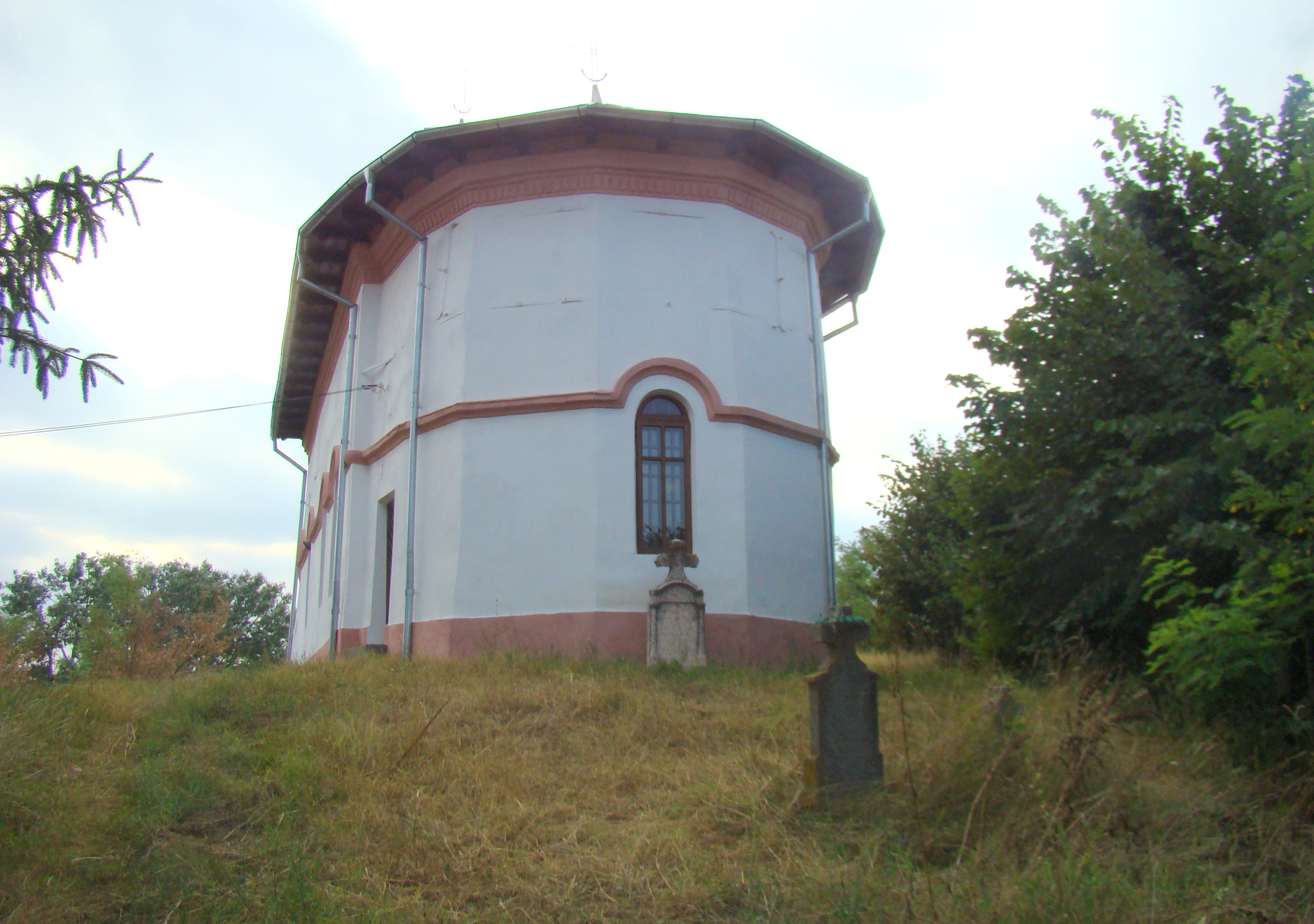
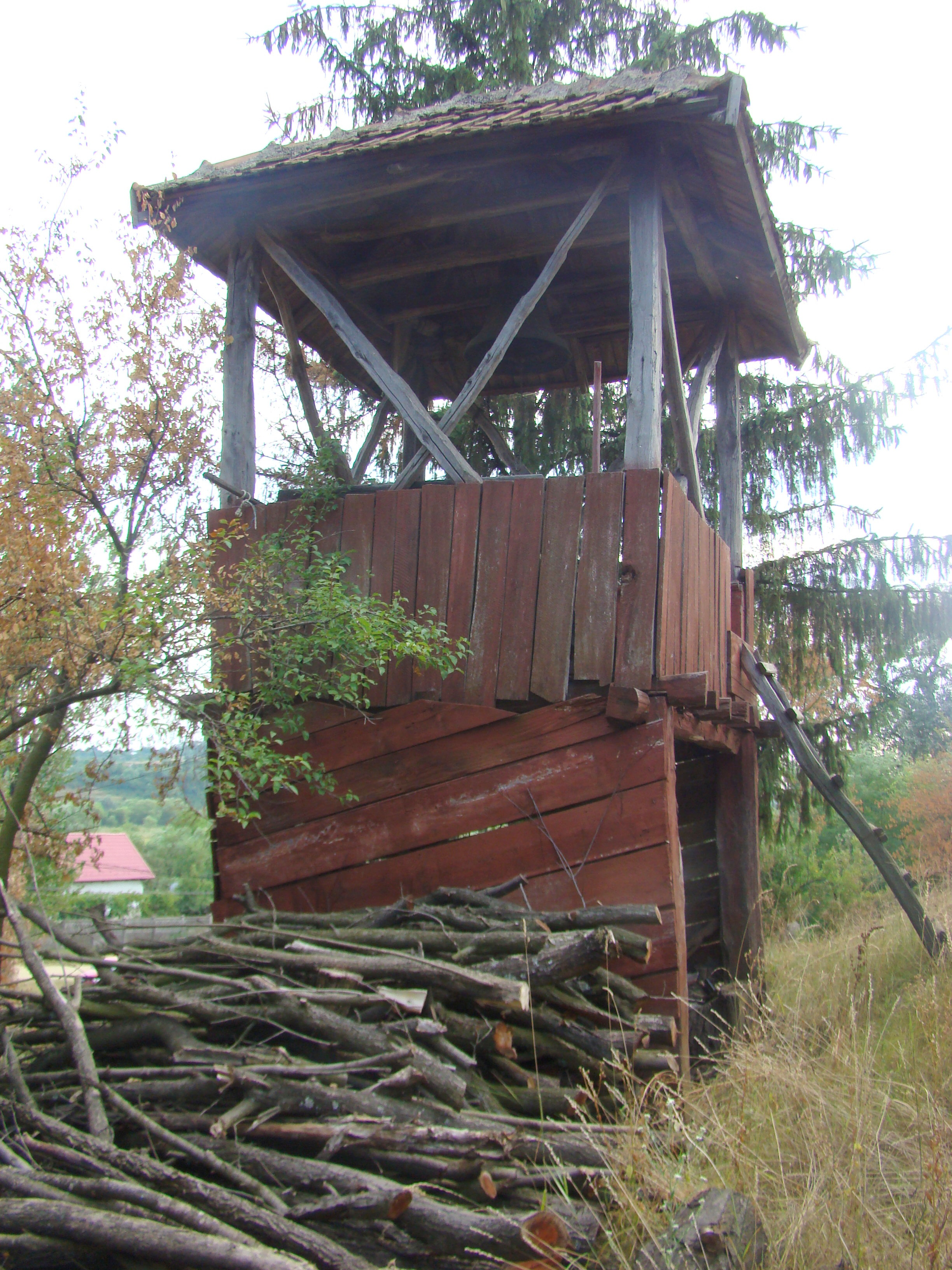
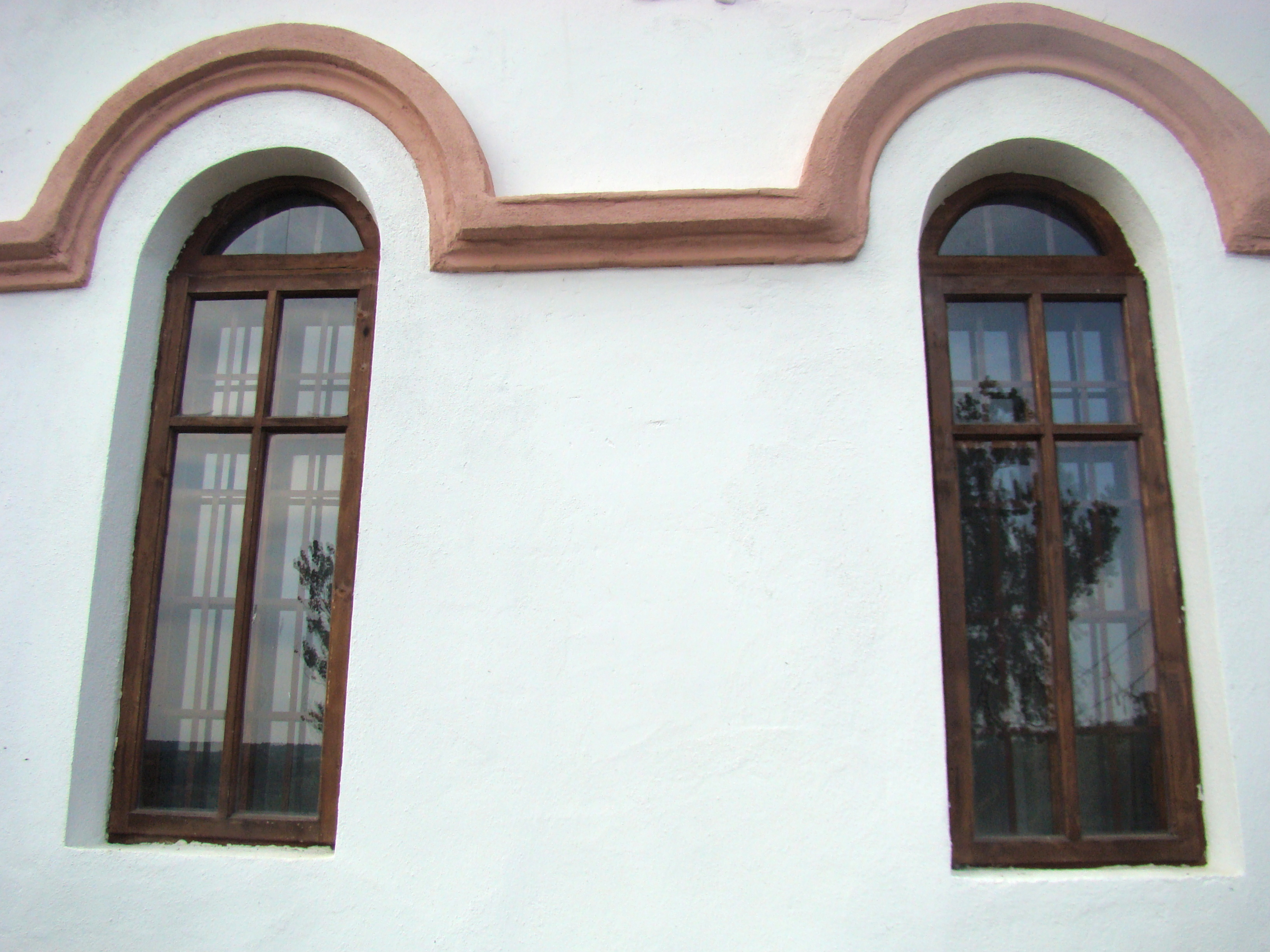
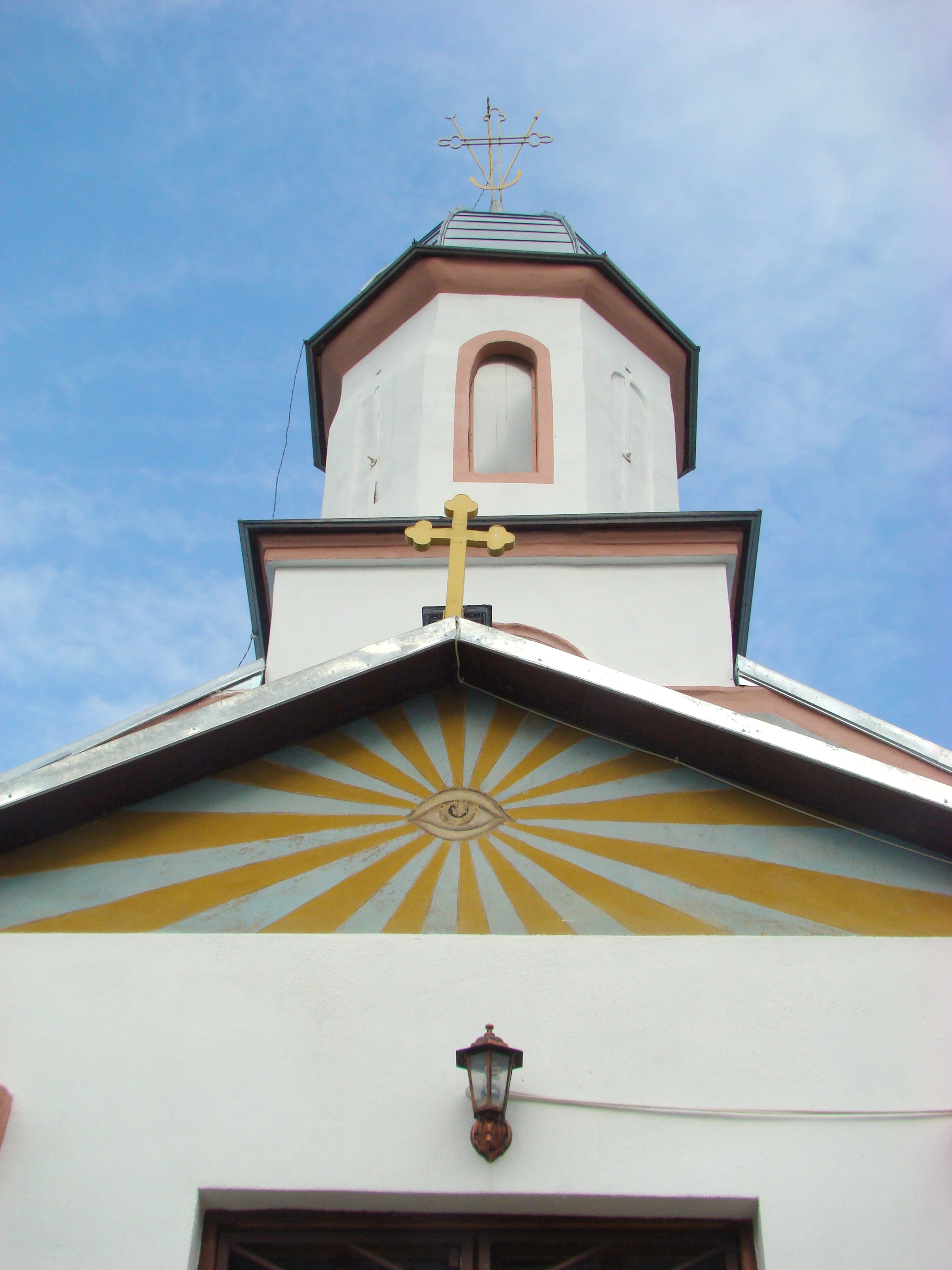
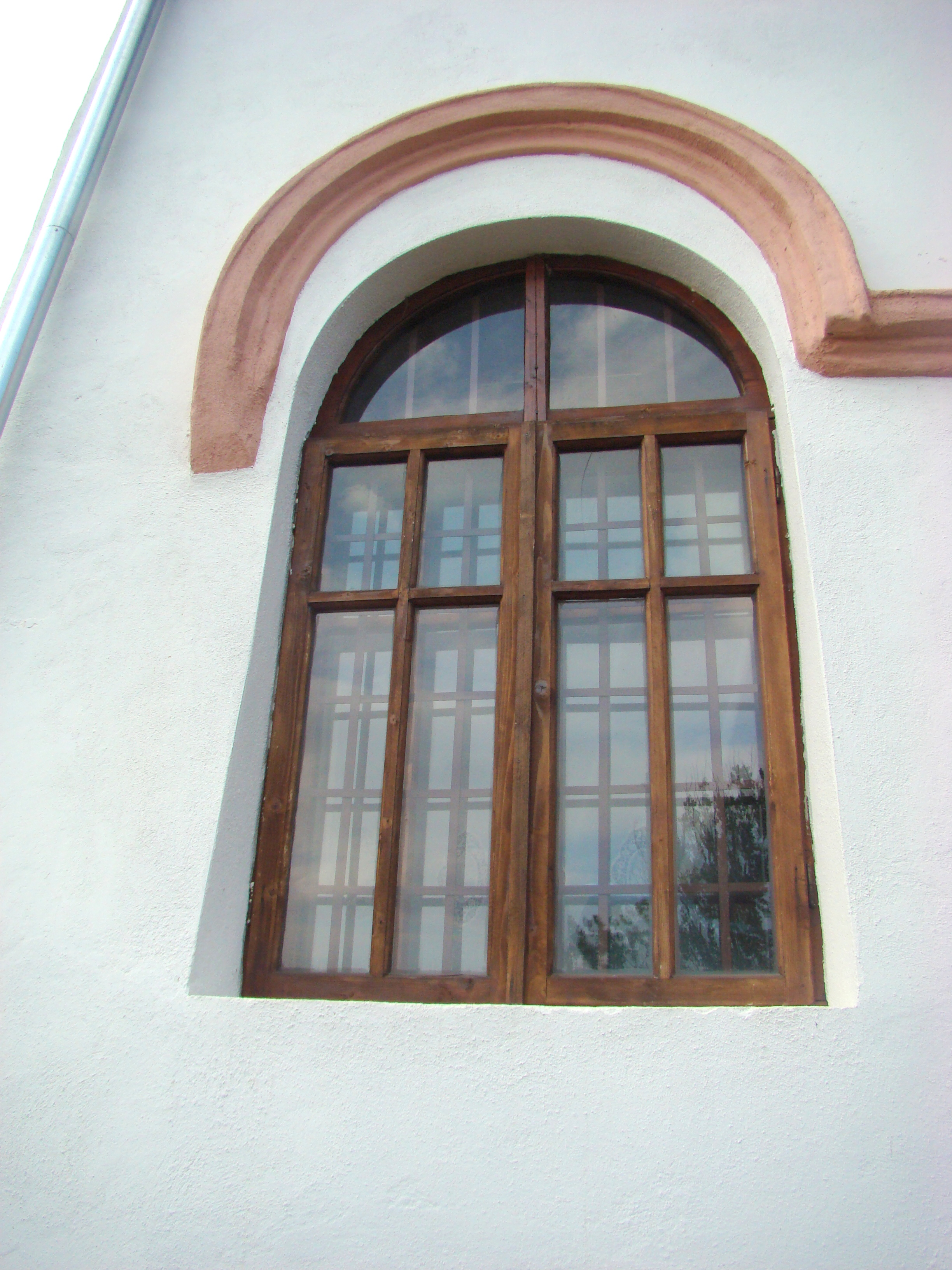
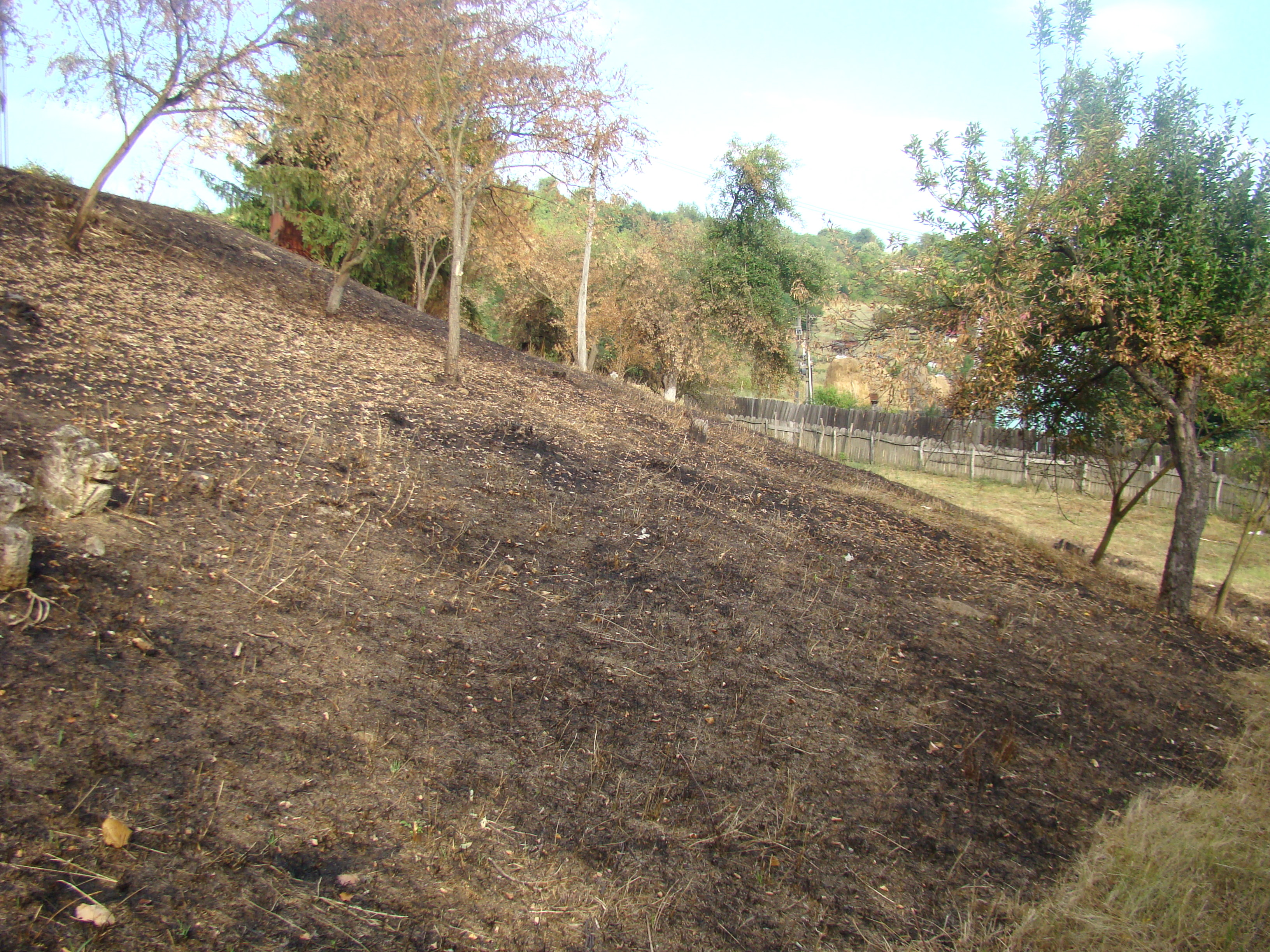
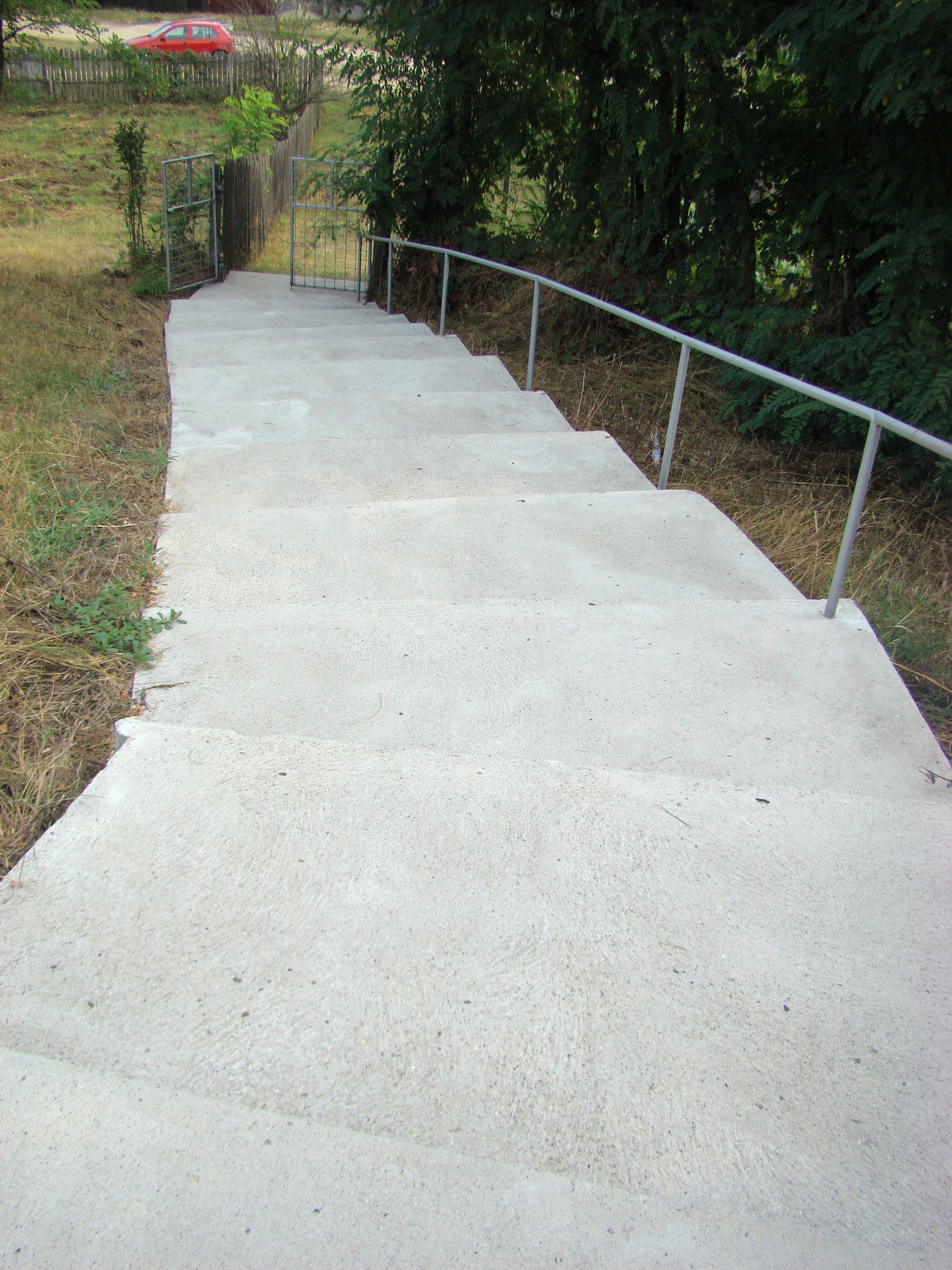
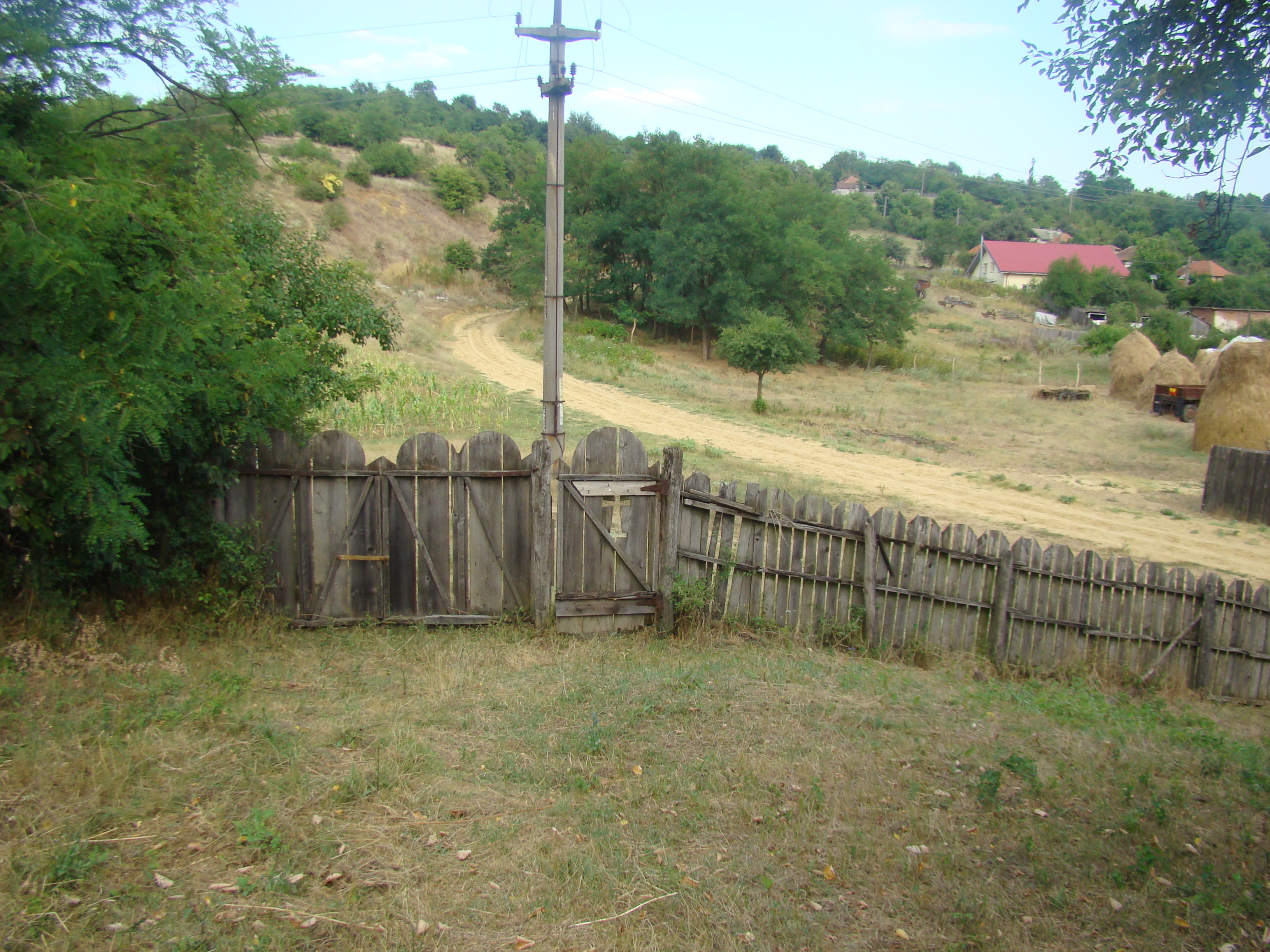
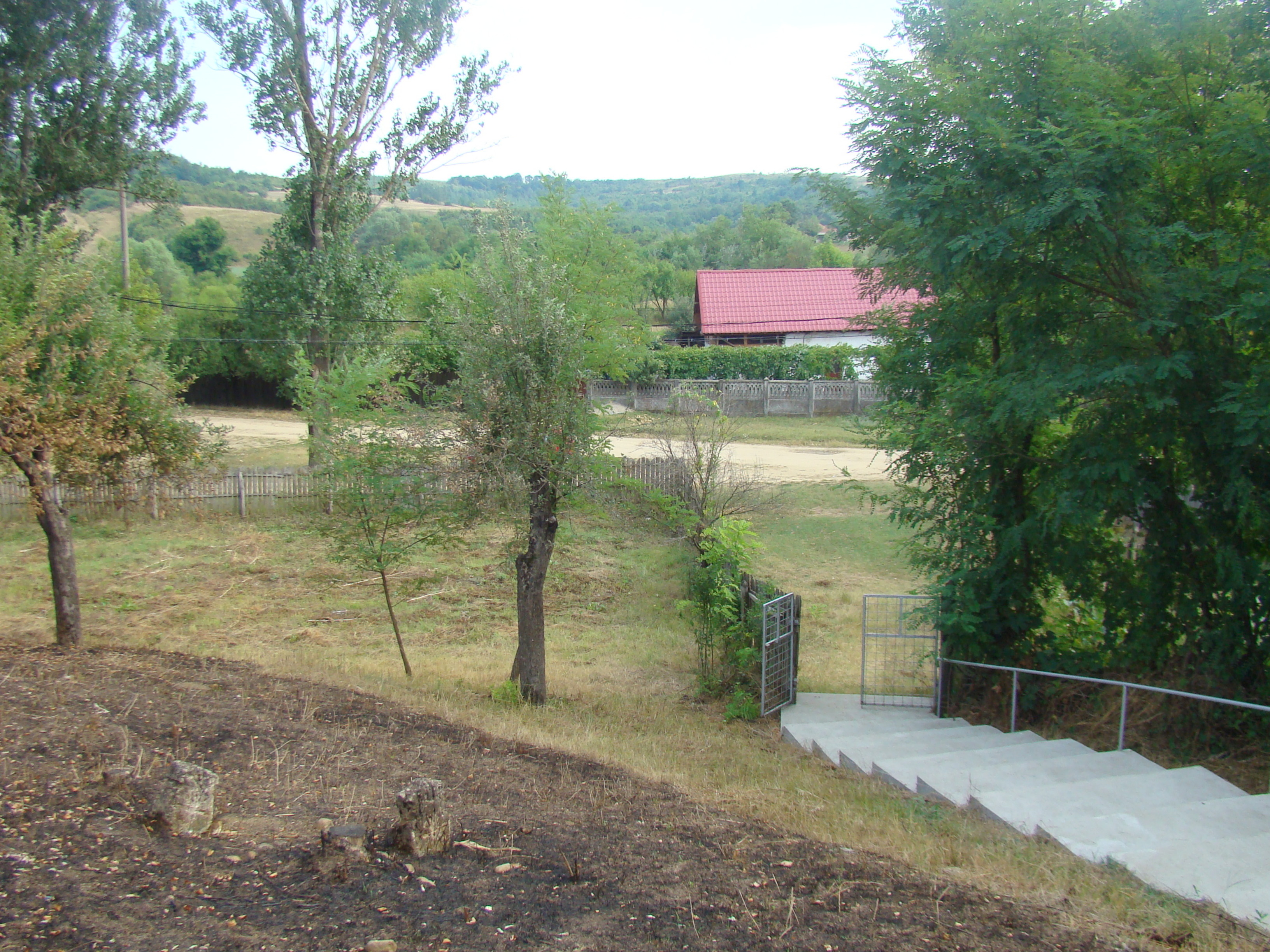